# Avigdor Lieberman
Avigdor Lieberman (em hebraico: אביגדור ליברמןⓘ; em russo:   Авигдор (Эве́т Львович) Либерман, transl. Avigdor (Evet Livovich) Liberman; Quixineve, 5 de julho de 1958) é um político israelense, membro do Knesset e que serviu como ministro da defesa do seu país de 2016 a 2018. É visto, pela imprensa, como um ultranacionalista e ultradireitista, mas também é conhecido como um secularista e defensor da solução dos dois Estados.
Fundou e lidera o partido Yisrael Beitenu, cuja base eleitoral são os imigrantes da extinta União Soviética.
Nascido Evet Lieberman, seu pai serviu no Exército Vermelho e foi prisioneiro do gulag. Sua família emigrou para Israel em 1978, onde passou a se chamar Avigdor.
Lieberman serviu ao Exército de Israel e formou-se em Ciência Política pela Universidade Hebraica de Jerusalém. De 1983 a 1988,  ajudou a fundar o Fórum Sionista para os judeus soviéticos. Em 1988, começou a trabalhar com Benjamin Netanyahu. De 1993 a 1996, após a eleição de Netanyahu como líder do partido, Lieberman tornou-se Diretor-Geral do partido Likud. De 1996 a 1997, foi também Diretor-Geral do gabinete de Netanyahu.

## Biografia
Nascido Evet Lvovich Liberman, em junho de 1958, na região da Moldávia (então União Soviética), imigrou para Israel em 1978 e então mudou seu nome para Avigdor. Logo em seguida, se alistou nas Forças de Defesa Israelenses e serviu um ano. Depois foi estudar na Universidade Hebraica de Jerusalém e se formou em Relações Internacionais e Ciências Políticas.
De 1983 a 1988, Lieberman ajudou a fundar o Fórum Sionista para Judeus Soviéticos e foi um membro do Conselho da Corporação Econômica de Jerusalém e ainda foi secretário do Histadrut Ovdim Le'umit ("Sindicado Nacional dos Trabalhadores"). Em 1988, começou a trabalhar com Benjamin Netanyahu. De 1993 a 1996, Lieberman foi feito Diretor-Geral do Partido Likud. Após Netanyahu ser eleito Primeiro-ministro de Israel, Lieberman serviu no seu escritório de governo de 1996 a 1997.
Em 1999, Lieberman fundou o Yisrael Beitenu ("Israel é nosso lar"), voltado à enorme população originária da antiga União Soviética e disputando o mesmo eleitorado do partido Yisrael BaAliyah, de Natan Sharansky. À direita do espectro político, o Yisrael Beitenu defende entre outras teses, o juramento de lealdade à cidadania israelense, visando especialmente a população árabe de Israel. Lieberman obteve uma das quatro vagas do partido ao Knesset naquele ano. Em março de 2001,  foi escolhido Ministro da Infraestrutura Nacional. Reeleito deputado em 2003, seu partido compôs o governo de união nacional, sendo ele ministro dos Transportes. Em maio de 2004, foi demitido do cargo pelo então primeiro-ministro Ariel Sharon, por sua oposição à retirada unilateral israelense da Faixa de Gaza.
Na eleição seguinte, em 2006, o partido de Lieberman obteve onze cadeiras. Inicialmente na oposição, Lieberman e o primeiro-ministro Ehud Olmert assinaram, em outubro do mesmo ano, um acordo de coalizão. Lieberman passou então  a ocupar o ministério dos Assuntos Estratégicos. No entanto, ele deixou a coalizão, juntamente com seu partido, em janeiro de 2008.

### Ministro das Relações Exteriores
Nas eleições legislativas de 10 de fevereiro de 2009, sob a liderança de Lieberman, o Yisrael Beitenu  obteve quinze cadeiras no Knesset, tornando-se fundamental na formação de qualquer gabinete. O partido apoiou o Likud, segundo colocado nas eleições, e Lieberman obteve do primeiro-ministro Benjamin Netanyahu o cargo de Ministro das Relações Exteriores. Logo no início de sua gestão, renunciou aos acordos da Conferência de Annapolis.

### Ministro da Defesa
Em maio de 2016 foi apontado como o novo Ministro da Defesa do governo do primeiro-ministro Benjamin Netanyahu. Era apontado como um linha dura na questão Palestina, sempre defendendo que o conflito na região era de natureza "territorial e não ideológica". Afirmou ainda que a paz com os palestinos, quando firmada, teria que estabelecer as fronteiras como eram logo após 1967. Em um ponto mais polêmico, defendeu que num futuro Estado Palestino vivendo lado a lado com um Estado Judeu, árabes em Israel deveriam ser mandados para a Palestina e os judeus nos territórios ocupados migrariam de volta a Israel. Mais tarde ele cedeu e disse que árabes israelenses que jurassem lealdade ao país poderiam ficar.
Apesar de conservador, apoiou políticas de tratamento igual para soldados LGBT israelenses e tratamento idêntico a famílias de militares homossexuais que tombaram em batalha.
Lieberman renunciou como Ministro da Defesa em novembro de 2018, após dois anos no cargo, em protesto contra um acordo de cessar-fogo firmado com o Hamas após vários conflitos com o grupo.